# Nolan Strong & The Diablos
Nolan Strong & The Diablos  est un groupe musical américain de rhythm and blues et doo-wop basé à Détroit, au Michigan, connu pour ses chansons The Wind (en) et Mind Over Matter.
Ses membres fondateurs sont Nolan Strong, Juan Gutierrez, Willie Hunter, Quentin Eubanks et Bob Edwards.

## Nolan's biography
Nolan Strong est né à Scottsboro, en Alabama, le 22 janvier 1934 et a déménagé à Détroit pendant son enfance. Il a commencé à chanter peu de temps après son arrivée à Détroit et a formé son premier groupe Diablos en 1950. Nolan a été enrôlé dans l'armée américaine en 1956 et a été  libéré de ses obligations militaire en 1958 avec les honneurs. Il était le chanteur principal et avait une voix de ténor aiguë. Clyde McPhatter a fortement influencé Nolan Strong, à son tour, a eu une influence primordiale sur Smokey Robinson. 
Nolan est mort le 21 février 1977, à l'âge de 43 ans à Détroit. Peu de détails sont connus sur les dernières années de sa vie.